# Sedum flaccidum
Sedum flaccidum är en fetbladsväxtart som beskrevs av Joseph Nelson Rose. Sedum flaccidum ingår i Fetknoppssläktet som ingår i familjen fetbladsväxter. Inga underarter finns listade i Catalogue of Life.